# Pectoliet
Het mineraal pectoliet (of pektoliet) is een natrium-calcium-silicaat met de chemische formule NaCa2Si3O8(OH). Het behoort tot de inosilicaten.

## Eigenschappen
Het witte, grijze, lichtroze of lichtgroene pectoliet heeft een glas- tot zijdeglans, een witte streepkleur en een perfecte splijting volgens de kristalvlakken [100] en [001]. De gemiddelde dichtheid is 2,86 en de hardheid is 4,5 à 5. Het kristalstelsel is triklien en het mineraal is niet-radioactief.

## Naamgeving
De naam van het mineraal pectoliet is afgeleid van de Oudgriekse woorden πηκτός, pēktos ("gecompacteerd") en λίθος, lithos, dat "steen" betekent.

## Voorkomen
Pectoliet komt vooral voor als secundair mineraal in basalten. De typelocatie is de Prospect Park-groeve in Noord-New Jersey in de Verenigde Staten.
In de Dominicaanse Republiek komt een blauwgroene variëteit van pectoliet voor, larimar.